# المحاكمة (رواية)
المحاكمة وتترجم أيضاً القضية (بالألمانية: Der Prozess)‏ هي رواية من تأليف فرانتس كافكا عن شخصية تحمل اسم جوزف ك.، الذي يستيقظ ذات صباح ولأسباب لا تذكرها الرواية يتم اعتقاله ومقاضاته على جريمة لم تحددها الرواية. بحسب صديق كافكا ماكس برود فإن كافكا لم ينه الرواية وأوصى في وصيته أن يتم تدميرها. بعد موته خالف برود إرادة كافكا وقام بتحرير المخطوطة إلى ما رآه رواية مفهومة ونشرها عام 1925. عام 1962 قام المخرج أورسون ويلز بتحول الرواية إلى فيلم سينمائي بطولة أنطوني بيركنز (بدور جوزف ك.) ورومي شنايدر.

## ملخص أحداث الرواية
في صباح يوم عيد ميلاده الثلاثين، أُوقِف جوزيف ك، -أمين الصندوق الرئيس لأحد البنوك- بشكل غير متوقع من قبل عميلين مجهولين من وكالة غير محددة من أجل جريمة لم تحددها الرواية. ومع ذلك، لم يُسجن جوزيف، بل تُرك «حرًا» وطُلب منه انتظار التعليمات من لجنة الشؤون القانونية. حاولت صاحبة المكان الذي يعيش فيه جوزيف -فراو جروباش- التخفيف عنه بشأن المحاكمة، لكنها لمّحت إلى أن هذا الإجراء قد يكون مرتبطًا بعلاقة غير أخلاقية مع جارته فرولين بورستنر.
زارَ جوزيف جارته بورستنر للتخفيف من مخاوفه وقلقه، ثم قبّلها. وبعد بضعة أيام، وجد جوزيف فرولين مونتاغ -وهي نزيلة في غرفة أخرى- قد انتقلت إلى غرفة فرولين بورستنر. واعتقد أن الهدف من هذه الحركة إبعاده عن بروستنر. طُلب من جوزيف القدوم إلى عنوان المحكمة يوم الأحد التالي، دون إخباره بالوقت أو الغرفة بالتحديد. وجد جوزيف بعد فترة من البحث والاستكشاف أن المحكمة كانت في علية المبنى. وُبّخ جوزيف بشدة بسبب تأخيره، وأثار حقد المجلس وغضبه بعد ادعاءه بشكل انفعالي وعنيف حول سخافة المحاكمة وحماقة التهمة الموجهة إليه.
حاول جوزيف لاحقًا مقابلة القاضي المسؤول عن قضيته، لكنه لم يجد إلا زوجة أحد الحاضرين. أعطته المرأة معلومات حول العملية وحاولت إغراءه قبل اقتحام الغرفة من قبل أحد طلاب القانون الذي أخذ المرأة بعيدًا، مدعيًا أنها عشيقته. ثم أخذ زوج المرأة جوزيف ك في جولة في مكاتب المحكمة، التي انتهت بعد أن تعب كثيرًا، وذلك في حضور مسؤولين ومتهمين آخرين من المحكمة.
في إحدى الأمسيات، وفي غرفة تخزين في بنكه الخاص، وجد جوزيف العميلين اللذين قبضا عليه مجلودين من قبل الجلّاد بسبب طلبهما للرشاوى من جوزيف ك، ونتيجة شكاوى جوزيف ك التي قدمها في المحكمة. حاول جوزيف ك أن يتجادل مع الجلاد، قائلًا إنه لا داعيَ لجلد الرجلين، إلا أن الجلاد لم يغير رأيه.
في اليوم التالي، عاد إلى غرفة التخزين وأُصيب بالصدمة لإيجاد كل شيء كما تركه في اليوم السابق، بما في ذلك العميلان وسياط الجلد. زار عم جوزيف -وهو مواطن متنقل- ابن أخيه بعد قلقه من الإشاعات حوله. عرّف العم ابن أخيه على هير هولد، وهو محام مريض طريح الفراش تعتني به ليني، وهي ممرضة شابة أبدت إعجابها السريع بجوزيف. نادت ليني جوزيف أثناء المحادثة، وأخذته إلى الغرفة المجاورة لإقامة علاقة جنسية معه. وفيما بعد، قابل جوزيف عمه الغاضب في الخارج، الذي اتهم جوزيف بعدم احترامه للإجراء، ما أضرَّ بقضيته.
أدرك جوزيف خلال زيارات لاحقة لهولد أنه شخصية متقلبة ولن يساعده كثيرًا. أحد عملاء جوزيف في البنك نصحه بأن يطلب المشورة من تيتوريللي، وهو الرسام الرسمي للمحكمة. لم يكن لتيتوريللي أي تأثير حقيقي داخل المحكمة، لكن خبرته العميقة في العملية ظهرت بشكل مؤلم لجوزيف، وتمكن فقط من اقتراح خيارات افتراضية معقدة غير سارة، إذ لم يستطع إيجاد أي خيار تبرئة جوزيف بشكل حاسم. قرر جوزيف أخيرًا تجاوز هولد وتولي الأمور بنفسه. لدى وصوله إلى مكتب هولد، التقى جوزيف بشخصية مظلومة، وهو رودي بلوك، العميل الذي أوضح الصورة لجوزيف من وجهة نظر عميل. استمرت قضية بلوك مدة خمس سنوات وانتقل من كونه رجل أعمال ناجح إلى إنسان مفلس تقريبًا، واستُعبد فعليًا بسبب اعتماده على المحامي وليني، الذي بدى معهما أنه متورط جنسيًا. سخر المحامي من بلوك أمام جوزيف بسبب تبعيته له وشبهه بالكلاب. أفسدت هذه التجربة رأي جوزيف بمحاميه إلى حد كبير.

## روابط خارجية
- المحاكمة على موقع الموسوعة البريطانية (الإنجليزية)